# فرخنده سبزوزرین
فرخنده سبزوزرین (نام علمی: Tangara schrankii) یک گونه از پرندگان خانواده فرخندگان و یکی از ۲۷ گونه در سرده فرخنده‌ها است.
این گونه در غرب و مرکز حوضه آمازون در شرق ونزوئلا، کلمبیا، اکوادور، پرو، بولیوی مرکزی و شمال غربی برزیل یافت می‌شود. زیستگاه طبیعی آن جنگل‌های دشت نمناک نیمه‌گرمسیری یا گرمسیری و باتلاقهای نیمه‌گرمسیری یا گرمسیری است.